# (72587) 2001 FP2
(72587) 2001 FP2 – planetoida z pasa głównego asteroid okrążająca Słońce w ciągu 4,82 lat w średniej odległości 2,85 j.a. Odkryta 18 marca 2001 roku.